# Северный (Иркутская область)
Северный — посёлок в Осинском районе Иркутской области (Усть-Ордынский Бурятский округ). Входит в муниципальное образование «Каха-Онгойское».

## География
Расположен в 34 км к северо-востоку от районного центра, села Оса, на высоте 646 метра над уровнем моря.

### Внутреннее деление
Состоит из 1-й улицы (Северная).

## Население
| 2002 | 2010 | 2011 | 2012 | 2019 |
| ---- | ---- | ---- | ---- | ---- |
| 34   | ↘7   | →7   | →7   | ↘2   |